# International Navigation Company
Die International Navigation Company (INCo) war eine US-amerikanische Reederei mit Hauptsitz in Philadelphia. Das Unternehmen betrieb einen Liniendienst auf der Transatlantik-Route zwischen Nordamerika und Europa.

## Geschichte
1871 wurde die International Navigation Company gegründet, um einen Liniendienst von Philadelphia aus nach Europa zu unterhalten. Äußeres Zeichen für Schiffe der Reederei oder genauer der direkten Tochterunternehmen wurde ein schwarzer Schornstein mit einem weißen Band, das im oberen Drittel angeordnet war.
Da die Haupteinnahmequelle, für Reedereien der damaligen Zeit, der Transport von Auswanderer war und diese von Europa in die USA reisten, benötigte die neue Gesellschaft eine Repräsentanz in Europa. Das neue Unternehmen folgte dem Beispiel anderer amerikanischer Reedereien (z. B. Guion Line) und gründete eine Tochtergesellschaft auf europäischen Boden. 1872 wurde die Societé Anonyme de Navigation Belge-Americaine S.A., besser bekannt als Red Star Line, mit Hauptsitz in Antwerpen gegründet. Was genau der Grund war, das neue Unternehmen in Belgien zu beheimaten, ist nicht bekannt, aber die Reederei entwickelte sich gut und bald wurde New York der Endhafen in Nordamerika.
1884 wurde die glücklose American Line aufgekauft, die seit 1872 ebenfalls von Philadelphia aus einen Liniendienst nach Europa unterhielt, genauer nach Liverpool. Die INCo war nun mit zwei Reedereien im Transatlantik-Dienst vertreten und dieser Dienst begann sich nun endlich recht erfolgreich zu gestalten. 1886 wurde die in finanzielle Schwierigkeiten geratene traditionsreiche britische Inman Line aufgekauft und als Inman & International Steamship Company Ltd. (I&I) dem wachsenden INCo-Imperium angeschlossen. Für diese Reederei wurden 1888 bzw. 1889 die beiden Schwesterschiffe City of New York und City of Paris gebaut. Nicht nur, dass sie mit 10499 BRT die damals größten Schiffe der Welt waren, sondern mit mehr als 20 Knoten waren es auch die schnellsten. Es waren die einzigen Schiffe der INCo die das Blaue Band gewonnen haben.
1893 erlaubte der US-Kongress, durch ein Sondergesetz, das die Inman-Schiffe in die USA eingeflaggt werden durften. Die Reederei Inman & International S.S. Co. Ltd. wurde aufgelöst und alle ihre Schiffe, jetzt unter den Stars and Stripes, auf die American Line übertragen. 1895 nahmen die mit 11629 BRT vermessenen Schwesterschiffe St. Louis und St. Paul den Betrieb auf, beide Schiffe mussten auf US-Werften gebaut werden, damit die Inman-Schiffe in die USA eingeflaggt werden durften. Dies war eine Bedingung die der US-Kongress gestellt hatte. St. Louis und St. Paul sollten für lange Zeit die letzten großen Passagierschiffe sein, die von einer US-Werft abgeliefert worden sind.
1900 wurde die International Navigation Co. durch den US-Bankmagnaten J. P. Morgan aufgekauft, der den Plan hatte ein Monopol in der Transatlantik-Schifffahrt aufzubauen. Morgan fügte seinem schnell wachsenden Imperium in kurzer Zeit so angesehene Reedereien wie die Atlantic Transport Line, Leyland Line, White Star Line und die Dominion Line hinzu. 1904 wurde die INCo in International Mercantile Marine Company (IMMC) umbenannt und zur Holding für alle durch Morgan aufgekauften Unternehmen ausgebaut. Die INCo selbst, war aber damit praktisch aufgelöst, ihre Tochterreedereien Red Star Line und American Line bestanden unter IMMC-Regie weiterhin fort.

## Schiffe (American Line)
| Jahr        | Name         | Tonnage   | Werft                            | Status/Schicksal                                                         |
| ----------- | ------------ | --------- | -------------------------------- | ------------------------------------------------------------------------ |
| 1873        | Abbotsford   | 2595 BRT  | k. A.                            | 1875 bei Anglesey gesunken                                               |
| 1873        | Kenilworth   | 2595 BRT  | k. A.                            | 1875 verkauft                                                            |
| 1873        | Pennsylvania | 3488 BRT  | W. Cramp & Sons Ltd., New York   | 1898 verkauft                                                            |
| 1873        | Ohio         | 3488 BRT  | W. Cramp & Sons Ltd., New York   | 1898 verkauft                                                            |
| 1874        | Indiana      | 3488 BRT  | W. Cramp & Sons Ltd., New York   | 1898 verkauft                                                            |
| 1874        | Illinois     | 3488 BRT  | W. Cramp & Sons Ltd., New York   | 1897 verkauft                                                            |
| 1893 (1888) | New York     | 10499 BRT | J. & G. Thomson Ltd., Glasgow    | 1888: ex City of New York, Inman Line / 1893 an INCo / 1920 außer Dienst |
| 1893 (1889) | Philadelphia | 10499 BRT | J. & G. Thomson Ltd., Glasgow    | 1889: ex City of Paris, Inman Line / 1893 an INCo / 1920 außer Dienst    |
| 1893 (1874) | Berlin       | 5526 BRT  | Caird & Co. Ltd., Greenock       | 1874: ex City of Berlin, Inman Line / 1893 an INCo / 1898 verkauft       |
| 1893 (1872) | Chester      | 4791 BRT  | Caird & Co. Ltd., Greenock       | 1872: ex City of Chester, Inman Line / 1893 an INCo / 1898 verkauft      |
| 1894        | Southwark    | 8669 BRT  | W. Denny & Bros. Ltd., Dumbarton | 1911 außer Dienst                                                        |
| 1894        | Kensington   | 8669 BRT  | J. & G. Thomson Ltd., Glasgow    | 1910 außer Dienst                                                        |
| 1895        | St. Louis    | 11629 BRT | W. Cramp & Sons Ltd., New York   | 1920 außer Dienst                                                        |
| 1895        | St. Paul     | 11629 BRT | W. Cramp & Sons Ltd., New York   | 1923 außer Dienst                                                        |
| 1901        | Haverford    | 11635 BRT | J. Brown & Co. Ltd., Clydebank   | 1920 aufgelegt / 1925 zum Abbruch verkauft                               |
| 1902        | Merion       | 11635 BRT | J. Brown & Co. Ltd., Clydebank   | 1914 verkauft                                                            |